# George Loftus Noyes
Pour les articles homonymes, voir Noyes.

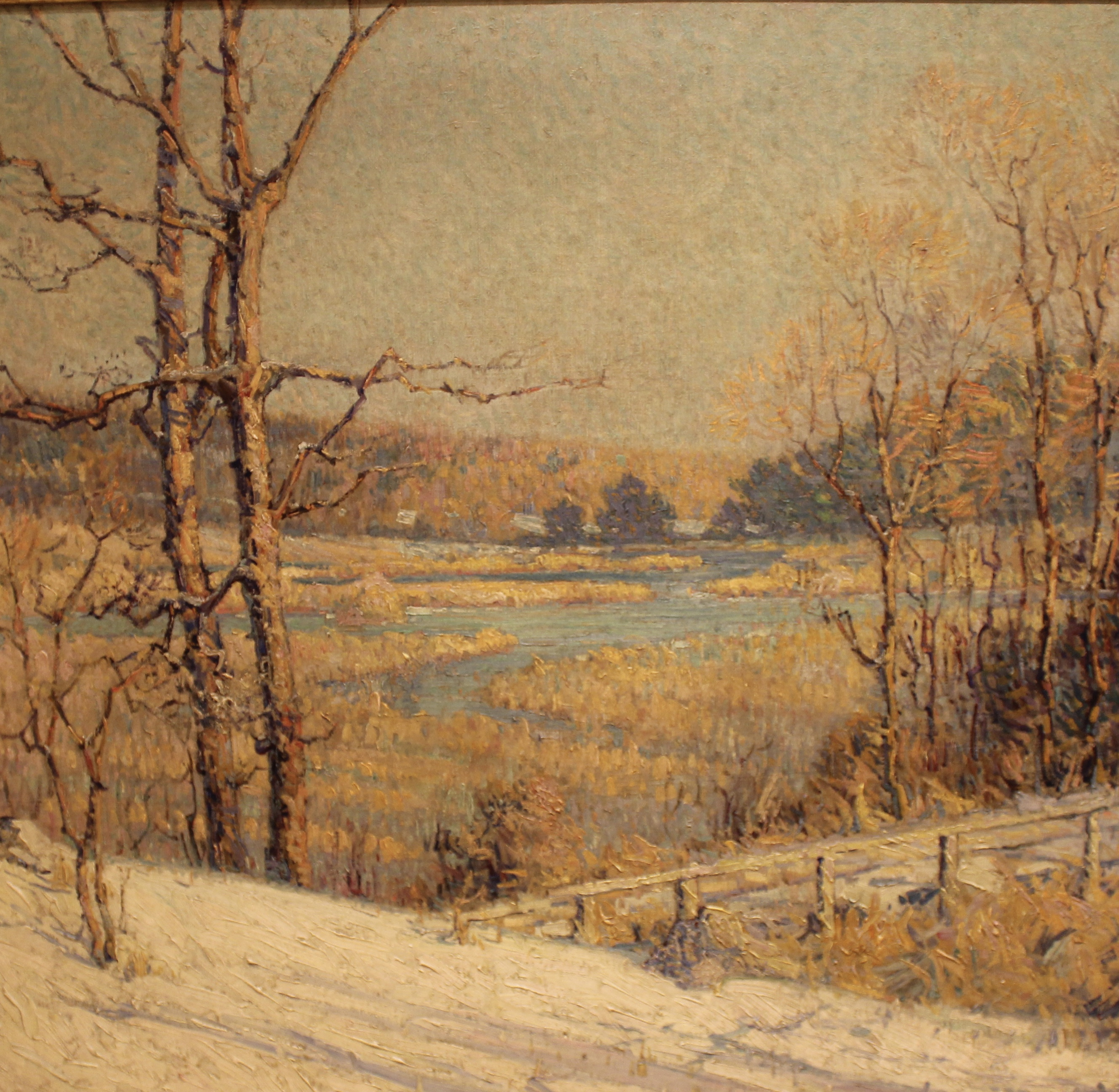
Photographie du tableau Meadows in Winter peint par George Loftus Noyes

George Loftus Noyes, né en 1864 Bothwell en Ontario et mort en 1954 à Peterborough dans le New Hampshire, est un artiste qui se fait connaître au début du XXe siècle en tant qu'impressionniste américain.

## Biographie
George Loftus Noyes naît en 1864 à Bothwell. Ses parents sont tous deux citoyens américains. Il est un membre éminent de l'école de Boston de l'impressionnisme américain.
Il étudie à l'école normale du Massachusetts avec George Bartlett au début des années 1880 et en France à l'Académie Colarossi à Paris entre 1890-93. Jean André Rixens l'influencé dans une large mesure, en particulier la peinture de natures mortes.
Il est un peintre de paysages et de natures mortes très respecté à Boston au début des années 1900. Sa notoriété s'estompe après sa mort, mais la qualité de son travail est récemment de plus en plus reconnue.
George Loftus Noyes expose à la Pennsylvania Academy of Fine Arts, à l'Art Institute of Chicago et à la Corcoran Gallery de Washington, DC. Il est membre de plusieurs associations artistiques, dont la North Shore Art Association, la Boston Art Society et la Guild of Boston Artists.
En 1901, George Loftus Noyes enseigne pendant l'été à Annisquam, Massachusetts, et est devient l'un des premiers enseignants de Newell Convers Wyeth, père d'Andrew Wyeth et grand-père de Jamie Wyeth. NC Wyeth étudie également avec George Loftus Noyes en 1921, déclarant « Sa connaissance des couleurs est superbe et je pense qu'il m'aidera beaucoup à ce stade ».
Il travaille principalement et peint aux Fenway Studios au 30 Ipswich Street à Boston. Parmi les autres artistes importants de Boston travaillant aux Fenway Studios à cette époque, citons Marion Boyd Allen, Lilla Cabot Perry, Joseph Decamp, Philip Hale, Lilian Westcott Hale, Charles Hopkinson, György Kepes, William Kaula, Lee Lufkin Kaula, Lillian et Leslie Prince Thompson, William McGregor Paxton, Marion L. Pooke, Edmund Charles Tarbell et Mary Bradish Titcomb.
L'incendie d'une grange en 1939 détruit littéralement des centaines de ses œuvres, plongeant George Loftus Noyes dans une profonde dépression à l'âge de 75 ans.
George Loftus Noyes meurt en 1954 à Peterborough.